# Reprezentacja Polski w hokeju na trawie mężczyzn
Reprezentacja Polski w hokeju na trawie mężczyzn – zespół hokeja na trawie, reprezentujący Rzeczpospolitą Polską, powoływany przez selekcjonera, w której występować mogą wszyscy zawodnicy posiadający obywatelstwo polskie. Za jej funkcjonowanie odpowiedzialny jest Polski Związek Hokeja na Trawie.
Jest jedną z czołowych reprezentacji narodowych w Europie. Pięciokrotnie startowała w igrzyskach olimpijskich i sześciokrotnie mistrzostwach świata. Trzykrotnie zdobyła srebrny medal halowych mistrzostw świata i czterokrotnie medale halowych mistrzostw Europy.

## Osiągnięcia

### Igrzyska olimpijskie
- 1928: nie uczestniczyła
- 1936: nie uczestniczyła
- 1948: nie uczestniczyła
- 1952: 6. miejsce
- 1956: nie uczestniczyła
- 1960: 12. miejsce
- 1964: nie uczestniczyła
- 1968: nie uczestniczyła
- 1972: 11. miejsce
- 1976: nie uczestniczyła
- 1980:  4. miejsce
- 1984: nie uczestniczyła
- 1988: nie zakwalifikowała się
- 1992: nie zakwalifikowała się
- 1996: nie zakwalifikowała się
- 2000: 12. miejsce
- 2004: nie zakwalifikowała się
- 2008: nie zakwalifikowała się
- 2012: nie zakwalifikowała się
- 2016: nie zakwalifikowała się
- 2020: nie zakwalifikowała się
- 2024: nie zakwalifikowała się

### Mistrzostwa świata
- 1971: nie uczestniczyła
- 1973: nie uczestniczyła
- 1975: 10. miejsce
- 1978: 9. miejsce
- 1982: 8. miejsce
- 1986: 8. miejsce
- 1990: nie zakwalifikowała się
- 1994: nie zakwalifikowała się
- 1998: 12. miejsce
- 2002: 15. miejsce
- 2006: nie zakwalifikowała się
- 2010: nie zakwalifikowała się
- 2014: nie zakwalifikowała się
- 2018: nie zakwalifikowała się
- 2023: nie zakwalifikowała się

### Mistrzostwa Europy
- 1970: 7. miejsce
- 1974: 5. miejsce
- 1978: 5. miejsce
- 1983: 9. miejsce
- 1987: 5. miejsce
- 1991: 8. miejsce
- 1995: 6. miejsce
- 1999: 9. miejsce
- 2003: 7. miejsce
- 2005: 7. miejsce
- 2007: nie zakwalifikowała się
- 2009: 8. miejsce
- 2011: nie zakwalifikowała się
- 2013: 7. miejsce
- 2015: nie zakwalifikowała się
- 2017: 8. miejsce
- 2019: nie zakwalifikowała się
- 2021: nie zakwalifikowała się
- 2023: nie zakwalifikowała się
- 2025: 7. miejsce

### Halowe mistrzostwa świata
- 2003:  2. miejsce (Marcin Pobuta, Mariusz Gromadzki, Robert Grzeszczak, Zbigniew Juszczak, Marcin Nyćkowiak, Rafał Grotowski, Marcin Królikowski, Sławomir Choczaj, Tomasz Choczaj, Piotr Mikuła, Artur Mikuła, Dariusz Rachwalski, trener: Jerzy Jóskowiak)[3]
- 2007:  2. miejsce (Mariusz Chyła, Tomasz Dutkiewicz, Dariusz Małecki, Robert Grzeszczak, Dariusz Rachwalski, Marcin Grotowski, Tomasz Górny, Tomasz Choczaj, Piotr Mikuła, Tomasz Marcinkowski, Łukasz Wybieralski, Marcin Królikowski, trener: Maciej Matuszyński)[4]
- 2011:  2. miejsce (Paweł Bratkowski, Michał Raciniewski, Karol Szyplik, Tomasz Górny, Dariusz Rachwalski, Tomasz Dutkiewicz, Krystian Makowski, Artur Mikuła, Tomasz Marcinkowski, Łukasz Wybieralski, Arkadiusz Matuszak, Mariusz Chyła, trener: Karol Śnieżek)[5]
- 2015: 7. miejsce
- 2018: 7. miejsce
- 2023: nie zakwalifikowała się
- 2025: 5. miejsce

### Halowe mistrzostwa Europy[6]
- 1974: nie uczestniczyli
- 1976: nie uczestniczyli
- 1980: nie uczestniczyli
- 1984: nie uczestniczyli
- 1988: 5. miejsce
- 1991: 4. miejsce
- 1994: nie uczestniczyli
- 1997: nie uczestniczyli
- 1999:  2. miejsce (Paweł Sobczak, Marcin Pobuta, Robert Grzeszczak, Zbigniew Juszczak, Paweł Jakubiak, Marcin Nyćkowiak, Maciej Matuszyński, Piotr Mikuła, Rafał Grotowski, Artur Mikuła, Tomasz Choczaj, Marcin Michniak, trener: Mariusz Kubiak)[6]
- 2001:  3. miejsce (Marcin Pobuta, Mariusz Chyła, Robert Grzeszczak, Marcin Nyćkowiak, Piotr Bogajewski, Tomasz Szmidt, Rafał Grotowski, Maciej Zawadka, Piotr Mikuła, Artur Mikuła, Tomasz Choczaj, Maciej Matuszyński, trener: Jerzy Jóskowiak)[6]
- 2003: 5. miejsce
- 2006:  2. miejsce (Mariusz Chyła, Arkadiusz Matuszak, Sławomir Choczaj, Tomasz Choczaj, Tomasz Dutkiewicz, Robert Grzeszczak, Tomasz Marcinkowski, Rafał Grotowski, Zbigniew Juszczak, Dariusz Rachwalski, Łukasz Wybieralski, Piotr Mikuła, trener: Maciej Matuszyński)[7]
- 2008: 8. miejsce
- 2010: nie uczestniczyli
- 2012: nie uczestniczyli
- 2014: 4. miejsce
- 2016: 5. miejsce
- 2018: 4. miejsce
- 2020: 7. miejsce
- 2022: nie uczestniczyli
- 2024:  2. miejsce (Mateusz Popiółkowski, Gracjan Jarzyński, Mikołaj Gumny, Jacek Kurowski, Maksymilian Koperski, Mateusz Hulbój, Robert Pawlak, Jakub Janicki, Patryk Pawlak, Jakub Chumeńczuk. Maksymilian Pawlak, Marcin Lewartowski, trener: Dariusz Rachwalski)[8]

### Halowe młodzieżowe mistrzostwa Europy[9]
- 1976: nie uczestniczyli
- 1982: nie uczestniczyli
- 1984:  2. miejsce
- 1985:  2. miejsce
- 1989: 6. miejsce
- 1992:  3. miejsce
- 1996:  1. miejsce (Łukasz Wybieralski, Tomasz Cichy, Artur Mikuła, Dariusz Marcinkowski, Zbigniew Juszczak, Dariusz Małecki, Tomasz Choczaj, Aleksander Korcz, Marcin Pobuta, Krzysztof Kordylewski, Grzegorz Mroczyński, Piotr Mikuła, trener: Zygfryd Józefiak)[9]
- 1998: 4. miejsce
- 1999:  2. miejsce
- 2000:  3. miejsce
- 2002: 6. miejsce

## Kadra
Kadra seniorów - hala (na dzień 28.01.2025):
- Mateusz Popiołkowski – AZS Politechnika Poznańska
- Jacek Kurowski – TSV Mannheim
- Jakub Janicki – LKS Gąsawa
- Mateusz Nowakowski – DTV Hannover
- Patryk Pawlak – AZS AWF Poznań
- Robert Pawlak – AZS Politechnika Poznańska
- Maksymilian Pawlak – DHC Hannover
- Eryk Bembenek – DTV Hannover
- Mikołaj Gumny – KS Warta Poznań
- Maksymilian Koperski – DTV Hannover
- Jakub Hołosyniuk – AZS Politechnika Poznańska
- Gracjan Jarzyński – HTHC Hamburg

Dariusz Rachwalski - trener
Kadra seniorów - otwarte boisko (na dzień 14.02.2025):
- Mateusz Popiołkowski – AZS Politechnika Poznańska
- Maksymilian Pawlak – DHC Hannover
- Jacek Kurowski – TSV Mannheim
- Jakub Janicki – LKS Gąsawa
- Tomasz Bembenek – DTV Hannover
- Michał Kasprzyk – KS Pomorzanin Toruń
- Gracjan Jarzyński – HTHC Hamburg
- Jakub Hołosyniuk – AZS Politechnika Poznańska
- Mikołaj Gumny – KS Warta Poznań
- Maksymilian Koperski – DTV Hannover
- Eryk Bembenek – DTV Hannover
- Mateusz Nowakowski – DTV Hannover
- Michał Lange – WKS Grunwald Poznań
- Mikołaj Głowacki – WKS Grunwald Poznań
- Damian Jarzembowski – WKS Grunwald Poznań
- Karol Gumny – AZS Politechnika Poznańska
- Aleks Marcinkowski – AZS AWF Poznań
- Emil Witczak – AZS AWF Poznań

Dariusz Rachwalski - trener